# Брайдуэлл (тюрьма)

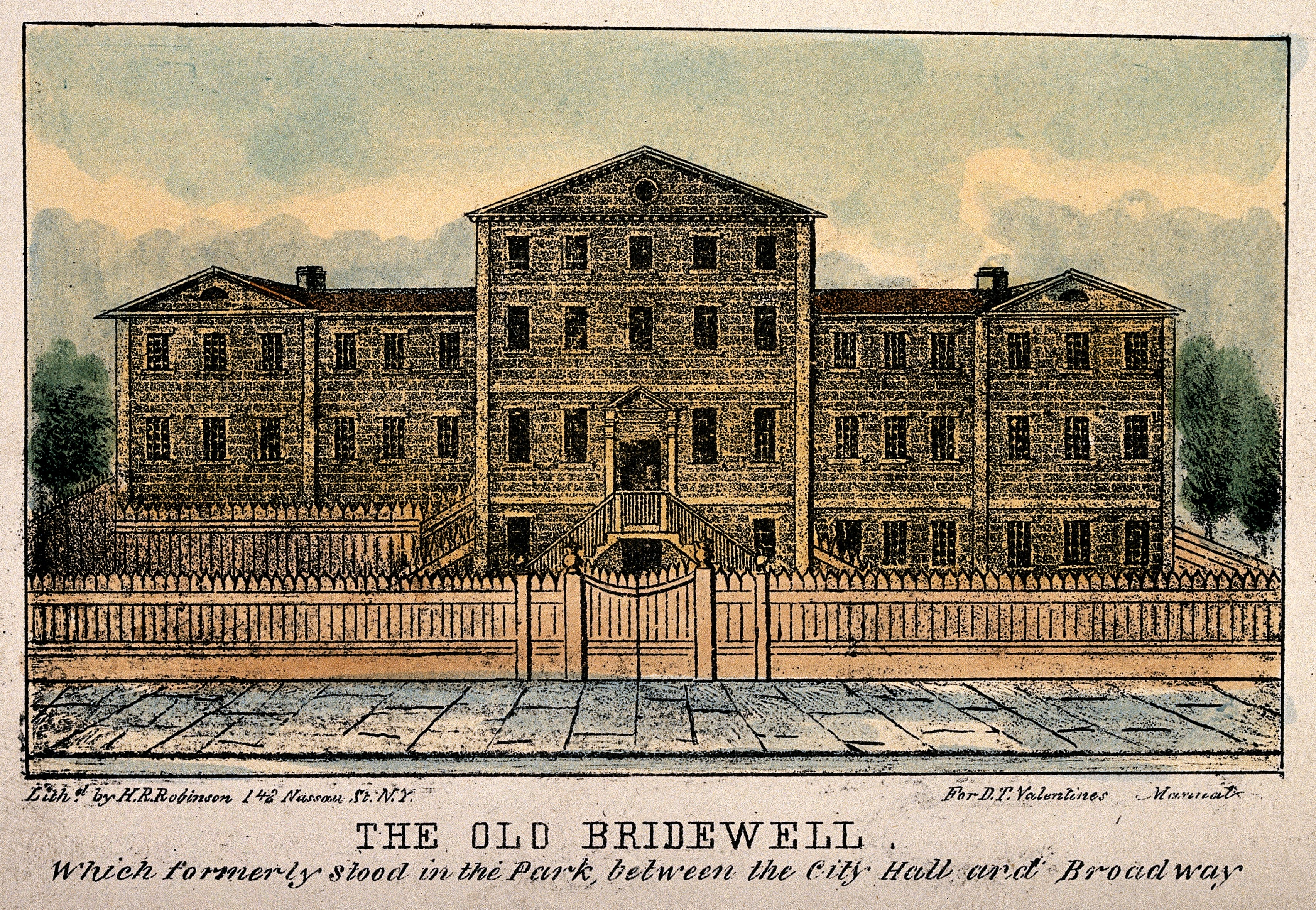
Брайдуэлл. Литография.

Брайдуэлл (англ. The Bridewell) городская тюрьма в Нью-Йорке, построенная в 1768 году на месте, где сейчас находится Сити-Холл-парк на Манхэттене. 
Согласно дефиниции Оксфордского словаря английского языка, существительное bridewell  обозначает как тюрьму, так и работный дом. Термин использовался для обозначения ряда тюрем в Тринадцати колониях. 
Строительство ньюйоркской тюрьмы Брайдуэлл началось в 1768 году, но его не успели завершить до окончания Войны за независимость.  Несмотря на это, британцы использовали тюрьму для размещения военнопленных. Здание тюрьмы было снесено после создания новой тюрьмы, т. н. "Гробниц" (англ. The Tombs), в 1838 году; часть камней использовалась при постройке нового пенитенциарного учреждения. 